# 津田雅美
津田雅美（1970年7月9日—），日本女性漫畫家。出身於神奈川縣。O型血。
1992年以短篇「與你相遇真是太好了」獲得第17屆白泉社雅典娜新人大獎。並於1993年刊登在《增刊Lala 推理特別號》1993年3月10日號（白泉社）正式成為職業漫畫家出道。之後，其作品大多在白泉社的《LaLa》和《LaLa DX》發表。
代表作是《男女蹺蹺板》，並且被導演庵野秀明執行動畫化，1998年10月至1999年3月於東京電視網播出（全26話）。

## 作品列表
作品依第一次發表的年份排列。全由白泉社發行。

### 連載、不定期發表
- 醜小鴨與公主，《LaLa》1994年3月號，全一冊，中文版由東立出版。
- 我本女兒身，《LaLa》1995年4月號～6月號，全一冊，中文版由東立出版。
- 天使的房間，《LaLa》1995年12月號，全一冊，中文版由東立出版。
- 男女蹺蹺板，《LaLa》1996年2月號～2005年8月號，全二十一冊，中文版由東立出版。又譯《他與她的事情》。
- 夢之城，《LaLa》1998年11月號，全一冊，中文版由東立出版。
- 回憶，《LaLa》2006年1月號，全一冊，中文版由東立出版。
- eensy-weensy毒舌小惡魔（日语：eensy-weensy モンスター），《LaLa》2006年12月號～2007年11月號，全二冊，中文版由長鴻出版
- 江戶夢時代（日语：ちょっと江戸まで），《LaLa》2008年7月號，全六冊，中文版由東立出版。